# 코로나19 백신 여권

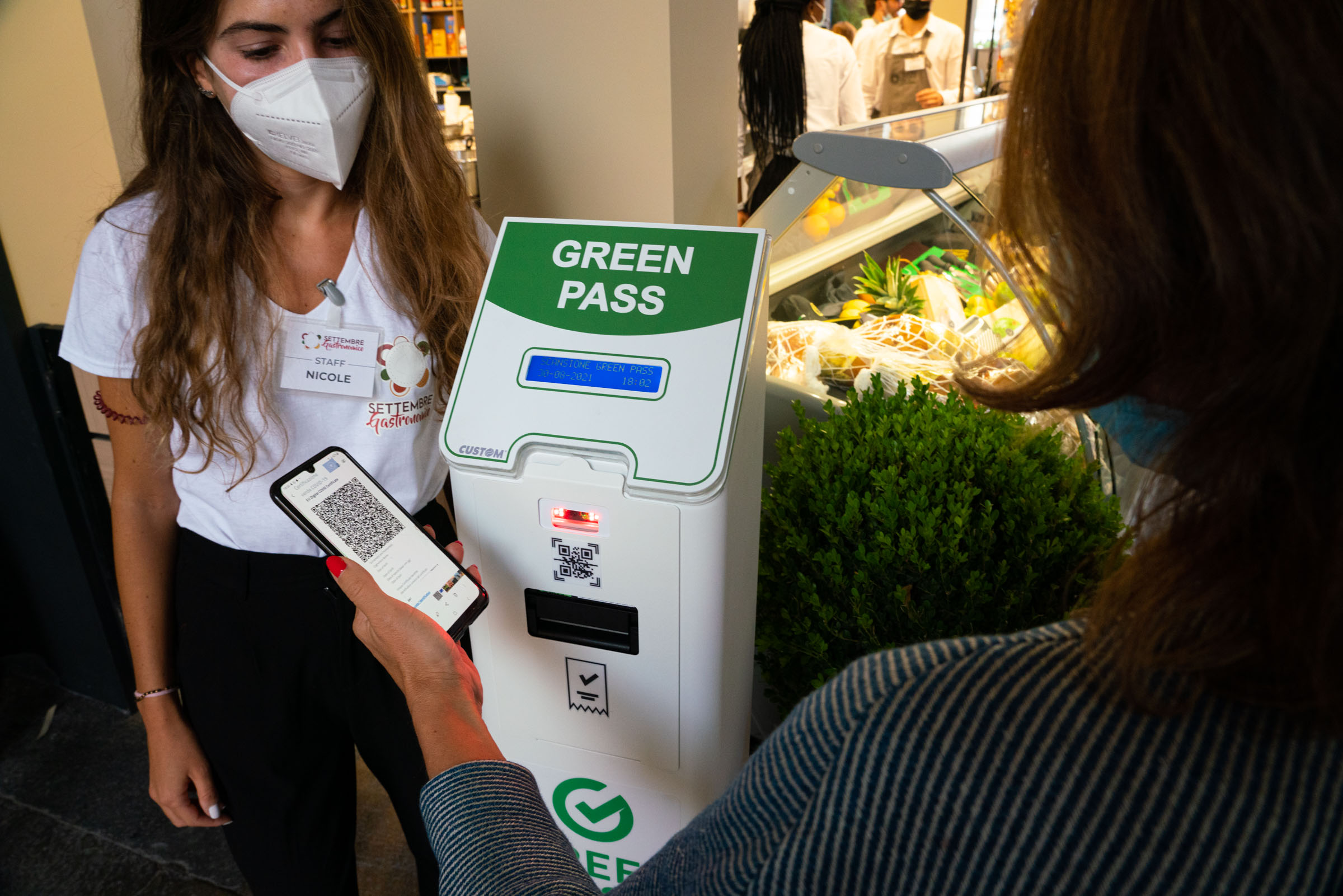
이탈리아 파르마의 한 비스트로에 입장하기 전에 스캔되는 디지털 형식의 EU 그린 패스

코로나19 백신 여권은 코로나19 범유행 사태에 제어하기 위한 노력의 일환으로, 백신을 접종했다는 증명이다. 백신 여권은 일반적으로 정부 또는 보건 당국에서 발급하며 일반적으로 디지털 또는 인쇄된 기록으로 구성된다. 일부 자격 증명에는 모바일 앱을 통해 제공할 수 있는 스캔 가능한 QR 코드가 포함될 수 있다. 코로나19 백신 카드를 인증 기준으로 사용할 수도 있고 사용하지 않을 수도 있다. 이 백신 여권은 단지 여행을 용이하게 하기 위한 것이 아니라 실내 장소(펍, 레스토랑, 등) 및 대규모 모임(콘서트, 축제, 스포츠 행사 등)에 대한 대중의 접근을 통제하는 데 사용되고 있다. 발급 기관의 요구 사항에 따라 신청자는 예방접종증명서, PCR 음성확인서, 코로나 회복증명서 등을 제공해야 한다.
백신 접종이 대유행으로 인한 경제적 및 사회적 문제를 개선한다는 증거에도 불구하고 백신 여권은 논란의 여지가 있으며 과학적, 윤리적, 법적 문제를 제기하고 있다. 비평가들은 백신 여권이 시민의 자유를 침해한다고 주장한다.

## 나라별 백신 여권

### 아시아

#### 대한민국
2021년 11월 1일, 대한민국에서는 위드코로나 전략의 일환으로 방역패스가 시행되었다.

### 유럽

#### 덴마크
덴마크는 2021년 4월 21일 코로나파스(Coronapas)를 도입했다. 최근 72시간 음성 판정을 받았거나 12주 전 코로나19 감염 이전에 백신을 접종하지 않은 사람도 패스 시스템에 포함되었다. 백신의 높은 사용으로 인해 덴마크는 2021년 9월 10일에 시스템을 중단했다.

## 같이 보기
- 코로나19 백신
- 전자의무기록